# Asociación Amigos de los Relojes de Sol
La Asociación Amigos de los Relojes de Sol (AARS) es una entidad sin ánimo de lucro dedicada a la difusión, conservación y divulgación del patrimonio de los relojes solares en España.

## Fundación y sede
La AARS fue creada el 14 de abril de 1988. Se registró con el número 78865 en el Registro Nacional de Asociaciones. Su sede se encuentra en Madrid.
La web oficial puede consultarse en la referencia adjunta.

## Actividades
Des sus inicios hasta la actualidad la AARS ha realizado todo tipo de acciones relacionadas con el fomento de la Gnomónica: exploración e inventariado de los relojes de sol existentes, restauración, asesoramiento, cursos, conferencias, ...etc

## Publicación
Desde 1991 hasta 2005 la AARS publicó la revista Analema.

## Sociedades similares
A lo largo del tiempo ha habido todo tipo de entidades que han fomentado la construcción de relojes de sol y la conservación de los existentes. Aparentemente sin embargo, la existencia de sociedades amateurs especializadas, exclusivamente, en la gnomónica es muy escasa.
- Una entidad francesa oficial es la Commission des Cadrans solaires, adscrita a la Société astronomique de France.[6][7]
- 1988. Sociedad catalana de Gnomónica, con sede en Barcelona.[8]
  - Publicación de la revista La Busca de paper (1991- hoy)[9]
- 1994. Commission des Cadrans solaires du Québec , con sede en Quebec.[10]
  - Publicación Le Gnomiste .
- La Asociación para la Revitalización de los Centros Antiguos de Mallorca cuenta con una Comisión de relojes de sol.[11]